# داء المكورة الرئوية الغزوي
داء المكورة الرئوية الغزوي (بالإنجليزية: Invasive pneumococcal disease)‏ هي مجموعة من أنواع الاتهاب الرئوي وسببه المكورة الرئوية.
بغض النظر عن تسمية داء المكورة الرئوية الغزوي، فهو يسبب عدة أنواع من عدوى المكورة الرئوية وليس ذات الرئة فقط، مثل:
- التهاب القصبات الحاد
- التهاب الأنف
- التهاب الجيوب
- التهاب الأذن الوسطى
- التهاب الملتحمة
- التهاب السحايا
- تجرثم الدم
- الإنتان
- التهاب العظم والنقي
- التهاب المفاصل الإنتاني
- التهاب الشغاف
- التهاب الغشاء البطني المصلي
- التهاب التامور
- التهاب الهلل
- خراج المخ

## اللقاحات
يعد لقاح المكورات الرئوية المتعدد السكاريد هو أول لقاح للمكورات الرئوية ويستخدم للبالغين، وقد ثبت أنه يقلل من خطر داء المكورة الرئوية الغزوي.